# 메이로쿠 잡지
메이로쿠 잡지(明六雑誌, めいろくざっし)는 메이로쿠샤의 동인들이 1874년 4월 2일에 창간하여 1875년 11월 14일 정간시까지 43호를 발간한 잡지이다. 근대 일본의 종합 학술지로 학회지의 선구적인 잡지였고 문명개화시기의 일본에 큰 영향을 끼쳤다.

## 메이로쿠 잡지 개요
근자에 우리는 모여서 사리(事理)를 논하거나 이문(異聞)을 얘기함으로써 학업을 연마하고 머리를 상쾌하게 하였다. 그러한 논의 내용을 적은 바가 쌓여서 책자를 이루게 되었기에 이를 인쇄하여 출판함으로써 동호인에게 나누고자 한다. 얇은 소책자라고는 하지만 우리나라 사람들의 지식이 열리는 데에 일조할 수 있다면 기쁘겠다.
 — 메이지 7년 2월 메이로쿠샤 적음, 매호 뒷면에 인쇄된 발간사
메이로쿠샤 결성후 몇개월 뒤에 메이로쿠 잡지가 출간되었다. 인쇄된 날짜와 실제 발간일이 다른 경우가 종종 있는데 이것은 발행과정에 시간이 걸렸기 때문이다. 월 2회 발행을 지향했지만 처음엔 4호까지 단숨에 출간했고 월 1회만 나온 때도 있다. 게제된 논설 개수도 2~6개로 차이가 있으며 여러 이본이 있다. 제목도 메이로쿠 잡지 혹은 메이로쿠샤잡지 등으로 다른 표기가 있다. 크기도 B6에 준하는 것과 A5에 준하는 것 등 두가지가 있었다.
잡지의 큰 목표는 계몽이었지만 그다지 엄밀한 편집방침을 가지고 있진 않았다. 잡지 전체를 관통하는 주제도 없고 개별 호에도 필자의 태도가 천차만별이어서 통일된 느낌을 주는 잡지는 아니었다. 메이로쿠 잡지는 특정 의견을 주장하기보다는 여러 문제를 드러내고 지식을 소개하여 사람들의 관심을 높이는 것 자체가 목적이었다. 또 연설회와 잡지라는 최첨단 정보전달수단 자체가 사람들의 관심을 끌기에 충분했다. 논의를 공개하고 의견통일을 지향하지 않는다는 점에서 여러 관점이 확산되게 하는 것도 메이로쿠 잡지의 성격 중 하나이다.
종합학술지를 지향했기 때문에 학자적인 관점을 가지고 있긴 했지만 다루는 범위는 다양했다. 축첩(남녀동권론), 철학이나 종교의 자유, 문자개량, 사형폐지등 다양한 사회 문제, 화폐 · 무역 등 경제 문제 뿐 아니라 요괴의 종류까지 상당히 폭넓었다. 특이하게도 문학은 거의 다루지 않았다.
게제된 논설은 총 156개로 츠다 마미치가 29개, 니시 아마네가 25개, 사카타니 로로가 20 개 스기 코지가 13개, 모리 아리 노리와 니시무라 시게키、나카무라 마사나오가 11개, 가토 히로유키가 10개, 칸다 타카히로가 9개 미츠쿠리 린쇼가 5개, 카시와바라 타카아키(柏原孝明)가 4개, 후쿠자와 유키치가 3개,시미즈 우사부로가 2개 미츠쿠리 슈헤이와 츠다 센, 시바타 마사키치가 각 1개씩 썼다. 메이로쿠샤 동인이 아닌 사람들의 논설도 수록된 적이 있다.
서지정보
- 제호 : 메이로쿠 잡지『明六雑誌』
- 발행처 : 報知社
- 발간형태 : 월 2, 3회 간행. 예약 구독과 서점 판매 병행
- 크기 : 17cm × 12cm (B6에 가까움) 혹은 21cm × 14.5cm (A5에 가까움)
- 면수 : 12~24면, 평균 20면
- 종이 재질 : 일본지(雁皮紙)
- 활자 크기 : 5호 활자로 면당 30자 × 13행
- 발행부수 : 2800~3200권
- 정가 : 3~5전 (면수에 따라)

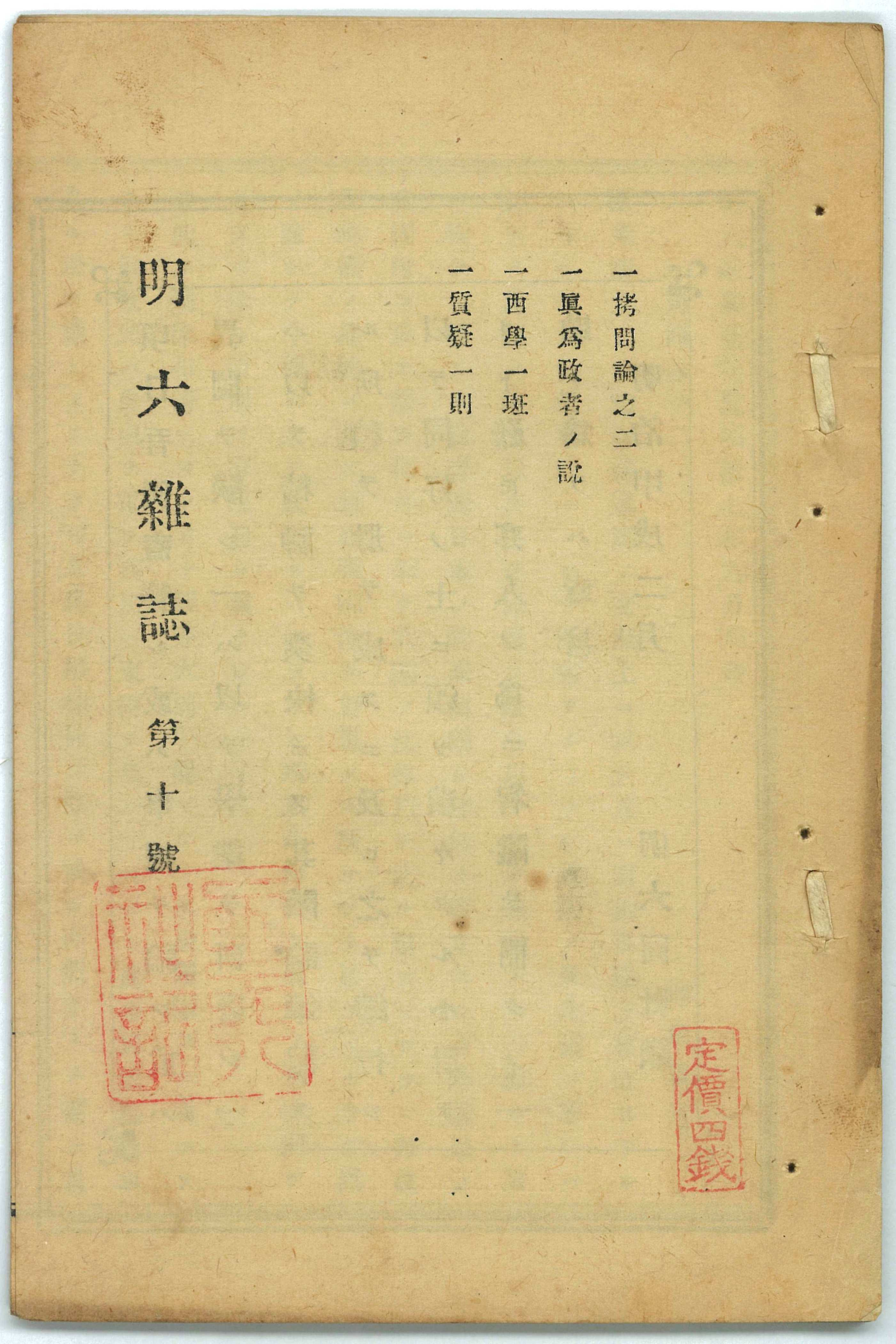
表紙（第十号）
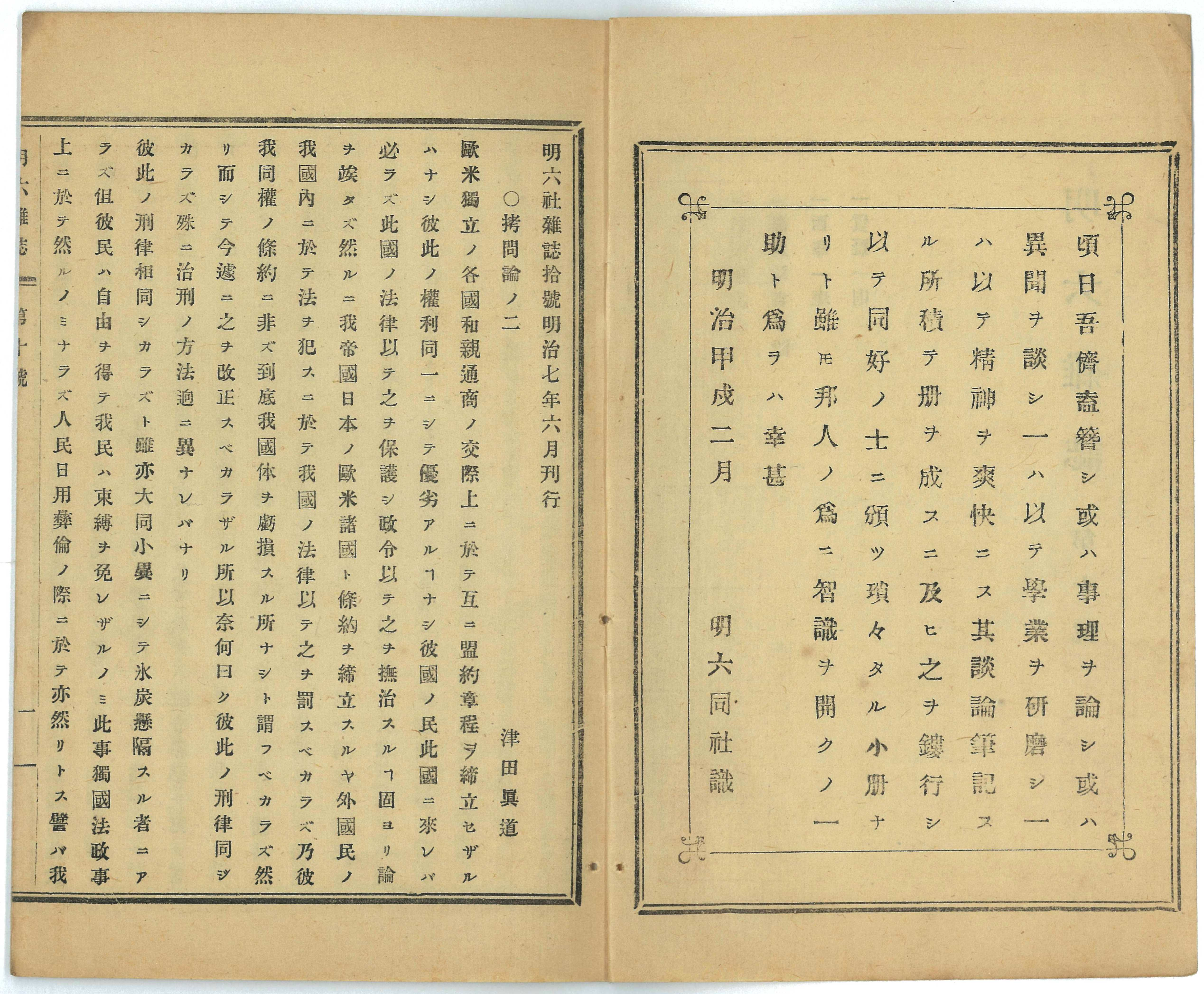
表紙裏（第十号） 発刊の辞（ここでは「明六同社識」となっている）
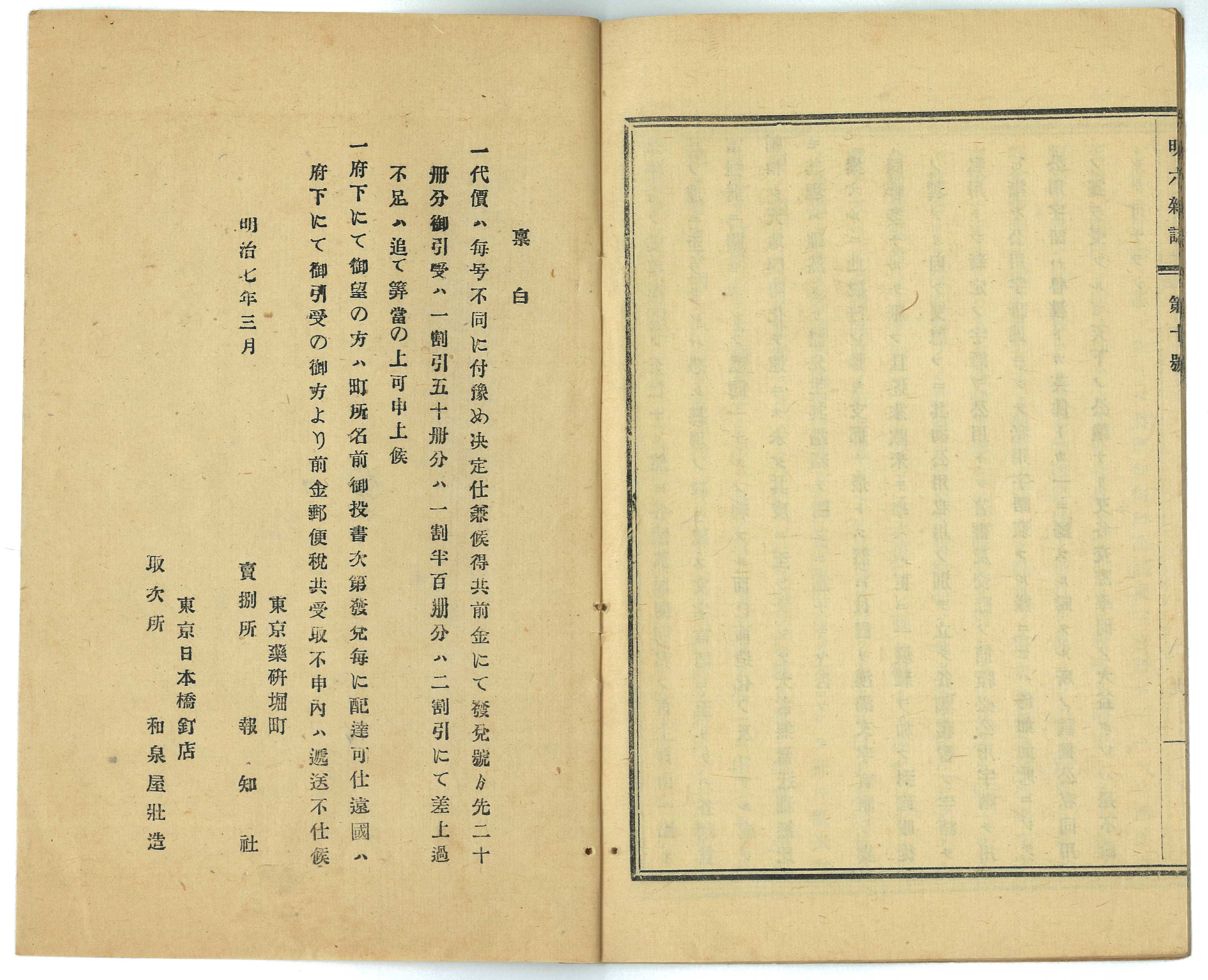
最終頁（第十号） 「稟白」（代価説明）
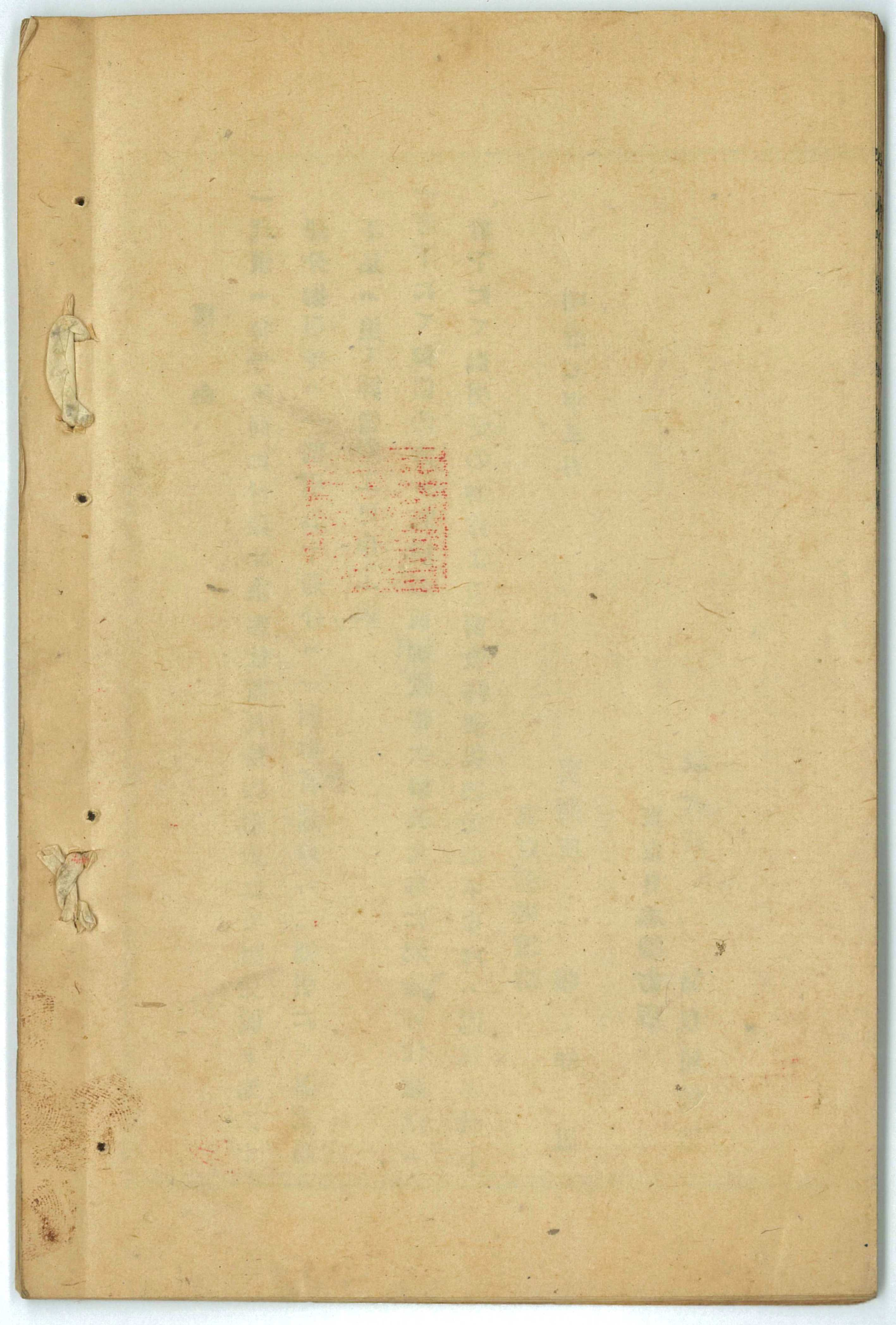
裏表紙（第十号）

## 메이로쿠 잡지의 특징
제도개혁
분야는 다양하지만 그럼에도 불구하고 논설들에는 공통점이 있다. 먼저 서구의 여러 제도나 사상을 소개하여 그것을 통해 문명국가의 표준으로 삼는 것과 오래된 일본식 사고방식을 비판하는 자세를 들 수 있다. 츠다 마미치가 쓴 고문론「拷問論」을 예로 들면 용의자를 조사하면서 고문하는 것은 메이지시대에도 인정되었으나 문명국가에서는 인정하지 않으며 사법제도에 대한 불신이나 원망을 낳을 뿐인 악습이라고 주장했다.
민심의 일신

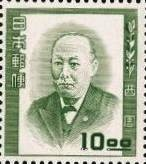
우표 도안으로 실린 니시 아마네

제도 개혁 뿐 아니라 국민의 생각을 바꿔야 한다는 입장도 선명하다. 니시 아마네의 국민기풍론「国民気風論」을 예로들면 일본인은 전제정치를 당연하게 받아들이는 노예근성「奴隷根情〔ママ〕」이 있었고 막부말기까지도 그런 것은 미덕으로 여겨졌다. 하지만 더 이상 쇄국을 지향하지 않는 메이지 일본에 있어 그런 태도는 그저 무기력의 다른 이름일 뿐이라고 말한다.
이런 논설을 진행하면서 필자들은 국민은 무엇이고 개인은 무엇인가 정의를 내려야 했다. 서구를 참조하는 과정에서 자주 등장했던 individual / individuality 라는 단어에는 아직 개인이라는 번역어가 없었다. 자주 독립이라는 권리의 주체라는 인간관은 일본어에 없었기 때문이다. 메이로쿠 잡지에선 individuality의 번역어로 니시 아마네가 사람들「人々」・개개의 사람들「個々人々」이라는 표현을 썼고 니시무라가 각 개인「各個」・사람 각 개인「人民各個」이라는 표현을 썼다. 필자들이 번역어를 선택하기 위해 꽤 노력한 것이다.
다시말해 일본인에게 보이는 노예근성은 individuality에 비춰보았을 때 더욱 문제로 부각되는 것이다. 이런 서구와 일본의 격차를 인식하는 태도의 뒤에는 국민 하나하나가 지식을 쌓고 문화를 낫게 만들어야 한다는 선형적 발전사관이 있었다.
인간관의 전환
에도 시대의 주요 학문이었던 주자학에서는 인간의 욕망, 이익추구를 억제하는 것이 지향점이었다. 하지만 메이로쿠 잡지의 계몽주의에서는 미신이나 인습에서 벗어난 자유롭고 합리적인 정신을 추구하고 욕망과 이익추구를 긍정하는 공리주의적 인간관을 가지고있다. 이런 관점은 츠다 마미치가 쓴 정욕론「情欲論」에서 다루었는데 정욕을 천성이자 자연「天性の自然」으로 긍정했다. 니시 아마네가 쓴 세상의 세가지 보배「人世三宝論」에서는 건강, 지식과 함께 부유함을 언급한다.
계몽사상의 원천
그들이 무엇으로부터 영향받았는가는 메이로쿠 잡지에 실린 번역논설을 통해 살펴볼 수 있다. 156개 중 16개가 번역이었고 프랜시스 베이컨, 토머스 홉스, 허버트 스펜서, 블룬칠리(Johann Kaspar Bluntschli), 헨리 버클(Henry Thomas Buckle) 등의 글이 번역되었다.

## 지상 논쟁
메이로쿠 잡지는 토론 그 자체를 지면에 담아 세상 의견을 더 불러일으키는 것을 지향한 새로운 미디어였으므로 이 논의들은 상당한 반향을 불러일으켰다. 이후 메이로쿠 잡지에서 촉발된 내용을 담은 다양한 투고가 여러 신문사로 날아들어 논의가 확산되었다. 지면에서 벌어진 주요 논쟁들을 아래에 소개한다.
학자 직분 논쟁
이 논쟁은 후쿠자와 유키치가 메이로쿠 잡지 외부에서 제기한 것이다. 자신의 책 학문의 권유『学問のすすめ』 4편에는 학자가 관직에 머물러서는 안되고 실전에서 뛰어야 한다는 주장을 펼쳤다. 계몽의 목적 중 하나는 권력에 짓눌린 민중이 무기력함과 비굴함을 극복하게 하는 것이다. 진정한 계몽이라면 관이 주도해서 진행하는 것보다 민의 힘으로 달성해야 하는 것이라는 주장이다. 그는 관직에 있는 학자를 손님에게 아첨하는 기생과 같다「恰〔あたか〕も娼妓の客に媚るが如し」며 강력하게 비판했다.
여기에 대해 가토 히로유키, 모리 아리노리, 니시 아마네 등 관직에 있던 인물들이 반론했다. 후쿠자와 유키치는 그저 관민협조론의 입장에 서있으면서 민에 과도한 비중을 둔 주장을 폈다고 반박한 것이다. 재야를 지향한 후쿠자와는 메이로쿠샤에서 독특한 존재였고 다른 동인들에게 비판적이었다. 끝까지 메이로쿠샤에 속했으면서도 메이로쿠 잡지엔 세개의 논설만을 실은 사람이기도 했다. 메이로쿠샤 내의 이런 관/민 관점의 차이는 메이로쿠 잡지 정간시에 갈등으로 작용한다.
민선의원 논쟁
메이로쿠 잡지의 발행시기는 자유민권운동의 초기와 겹친다. 1874년 이타가키 다이스케는 민선의원설립 건백서를 정부에 제출했고 이를 둘러싼 논쟁이 메이로쿠샤 내에도 있었다. 논의의 중심에는 가토 히로유키의 시기상조론「民撰議院不可立の論」이 있다. 의회의 필요성에는 동의하지만 아직 국민 수준이 의회를 감당할 정도가 아니니 선계몽 후도입의 점진론을 주장했다. 모리 아리노리, 니시 아마네, 나카무라 마사나오、사카타니 로로、칸다 타카히로 등도 동조하였다. 반면 니시무라 시게키는 국민이 반개화 상태라 시기상조라는 말은 이유가 되지 않으며 오히려 의회 설립으로 민중을 문명으로 이끌 수 있다는 주장을 폈다. 츠다 마미치와 후쿠자와 유키치가 여기에 동조했다.
메이로쿠 잡지의 논쟁은 잡지를 넘어선 반향이 있었다. 시기상조론에 대해 오오이 켄타로가 도쿄니치니치 신문에 반론을 게재했다. 그는 삼권분립을 먼저 설명한 뒤 조슈 번의 파벌 정치를 깨기 위해서라도 의회가 필요하다 주장했다. 가토는 반개화상태에서의 의회설립은 오히려 관료독재 상태로 이어질 수 있다며 자신의 의견을 굽히지 않았다.
이 논쟁은 당시에 한정된 주제여서 더 깊은 논의로 이어지진 않았지만 의회설치가 관심의 대상이 되었고 이후 자유민권운동으로 이어졌다는 평가를 받고있다.
처첩론 논쟁
모리 아리노리의 처첩론「妻妾論」으로 인해 시작된 논쟁이다. 모리는 서구문명에 강하게 영향을 받았기 때문에 일부일처 형태가 자연스럽고 일본의 축첩제, 처첩동거라는 환경은 부자연스럽다고 생각했다. 그리고 부부는 반드시 평등해야 하며, 가부장적제 내에서 여자는 아내와 어머니로서의 역할이 있고 그것을 존중해야 한다고 주장했다. 즉 역할론에 기반한 평등을 설파했다. 그의 의견은 부부동등론이라 부를만한 것으로 부부동권론까지 이어지진 못했으나 이후 자유민권운동이 벌어지면서 여권신장론으로 이어지는 흐름으로 인정된다.
가토 히로유키와 츠다 마미치는 여기에 대립했다. 가토는 부부동권은 레이디 퍼스트를 과하게 흉내낸 것에 불과하다고 주장했으며 여권신장에 냉담했다. 가토는 여성 참정권과 미성년자, 범죄자, 극빈자, 여성에게 선거권을 주어선 안된다고 주장했다.
결과를 말하자면 처첩론 논쟁은 부부간 사적 공간에서의 남녀평등을 적극적으로 문제제기했고, 공적 공간에서의 정치, 사회적 여권에 대해서는 소극적이었다고 말할 수 있다. 하지만 이 논쟁은 가족제도에 비판적인 시선을 던졌으며 이후 일본사회에는 점차 서구적 결혼관이 퍼져나갔고 1882년에는 법적으로 축첩제가 폐지되는 결과로 이어졌다.
국어 국자 논쟁
이 논쟁은 창간호에 게재되었다. 자국어를 어떻게 표기할 것인가의 문제는 동양의 뒤떨어진 문명에서 어떻게 이탈하여 서구 문명으로 뛰어들 것인가에 대한 문제이기도 했다. 중국 문명의 영향에서 벗어나는 것, 문맹자를 줄여나가는 것이 필요했다.
메이로쿠샤 이전에 이 문제에 대해 의견을 내놓은 마에지마 히로카(前島密)는 한자를 폐지하고 가나의 띄어쓰기를 하자고 주장했다. 니시 아마네는 창간호에서 더 과감한 주장을 펼쳤는데 아예 가나를 버리고 알파벳을 이용해 로마자를 대응하여 일본어를 표기하자 주장했다. 서구 언어 습득도 쉬워질 뿐 아니라 서구 용어도 굳이 번역하지 않고 바로 쓰면 된다는 것을 이유로 들었다. 니시무라 시게키는 같은 호에 표기문제는 차차 고민하고 지금은 교육을 통한 개화가 우선이라는 주장을 했다. 시미즈 우사부로는 아예 히라가나를 쓰자고 주장했는데 그 이유는 일반민중에게 쉽다는 것이었다.
지상 논쟁은 이정도 선에서 멈추었으나 이후 가나문자표기론仮名文字表記論은 1883년 가나회「かなのくあい（かなの会）」 설립으로, 로마자표기론ローマ字表記論은 1884년 로마자회「ローマ字会」설립으로 이어졌다.

## 영향력
독자층
메이로쿠샤 설립후 사장이던 모리 아리노리는 월평균 판매부수가 3205권이라고 연설에서 말한 적이 있다. 현재 우리 감각으로 본다면 의외로 적은 느낌이지만 잡지가 처음 등장한 메이지 초기라는 것을 감안하면 경이적인 매출이라고 봐야한다. 그정도면 광범위한 독자층을 만들어내기에 충분한 양이었다. 메이로쿠 잡지의 논설은 각지의 신문에 무단으로 실리는 경우가 많았기 때문에 2차 확산이 가능했다.
여러 투서에 남겨진 서명을 살펴보면 관리, 학생, 구 사족, 부농, 거상등 여러 지식인층에게 읽혔다는 것을 확인할 수 있다. 지역별로도 도쿄 주변 외에도 오사카 와 히로시마, 아오모리 등 전국 각지에서 읽히고 있었다. 우에키 에모리는 16세에 메이로쿠 잡지를 읽고 감동하여 상경해 정기 연설회를 찾아다닐 정도였다. 그는 메이로쿠샤의 연설회와 잡지를 통해 자유민권운동에 눈을 떴다.
메이로쿠 잡지의 등장과 광범위한 독자의 확보, 논설의 지방 신문 게재, 독자의 반향과 투고 등이 연속적으로 이루어지면서 다양한 문제와 관심을 공유하는 공론장이 만들어졌다. 이 공론장을 통해 각지의 지식인층은 자유민권과 같은 문제의식을 공유할 수 있었다. 이것은 메이로쿠샤가 목표로 한 계몽이 성공적으로 이루어졌다는 것의 반증이다.
번역어
새로운 사상의 소개는 새로운 어휘의 발명을 필요로 한다. 지금까지 없었던 개념에 이름을 붙여야 하기 때문이다. 그리고 그 새로운 개념이 정착되려면 어딘가에서 사용되어야 한다. 메이로쿠 잡지는 그 공간이 되어주었다. 앞서 소개한 individual의 여러 번역어는 그 한가지 사례이다. 메이로쿠 잡지에서 시작된 표현들은 '개인'만큼 정착되진 못했지만 말이다.
메이로쿠 잡지에서 시작된 새로운 번역어는 다수가 있다. 잡지에서 처음 사용한 단어도 있고 기존에 사용되던 단어를 명시적으로 활용해 확산시킨 단어들이 있다. 아래에는 메이로쿠 잡지에 등장했던 개념어들을 나열하였다. 다수가 현재에도 사용중이다.
과학 科学、농학 農学、서양학 洋学、서양풍 洋風、규소 珪素、비소 砒素、전자기 電磁、면죄 冤罪、검사 検事、의회 議会、영사 領事、영사관 領事館、압정 圧政、학제 学制、원가 原価、자금 資金, 외채 外債、사교 社交、社用、관권 官権、광고 広告、眼識、痴呆、열심 熱心、보건 保健、확보 確保、확립 確立、과식 過食、완구 玩具、현상 現象、공장 工場、신고 申告
이 밖에 기존부터 있던 말이나 중국 유래의 말을 차용하고 의미를 전용 한 것도 있다. 대표적인 것으로는 국채「国債」、철학「哲学」、사회「社会」등이 있다. 철학은 니시 아마네가 백일신론百一新論(1874)에서 처음 사용한 단어이다.
정착한 새로운 어휘 중 일부는 중국이나 조선까지 확산되었다. '사회' 등은 원래 남송의 책 근사록에 등장하는 어휘이기 때문에 의미가 바뀌어 새롭게 대륙에 역수입되었다고해도 좋다. 이러한 측면에서 볼 때 메이로쿠 잡지는 일본 외에 주변국에까지 영향을 미치고 있었다고 말할 수 있다.
정간
순조롭게 시작한 메이로쿠 잡지였으나 1년만에 문제가 발생했다. 명예훼손을 다룰 수 있는 법인 참방률(讒謗律)이 만들어졌고 종이 배급 관련하여 신문지조례가 생긴 것이다. 자유민권운동을 불편해하던 번벌 정부는 언론을 통제하기 시작했다. 신문이나 잡지를 발행할 때는 반드시 내무성에 신고하여 허가를 받아야 했으며 익명 기사를 내지 못하게 했다. 거기에 태정관에서 관보에 공고하는 것 외에 의견을 달아야 했다.
메이로쿠 잡지가 특히 눈밖에 났던 것은 아니었지만 또 정부의 감시를 무시할 수 있는 것도 아니었다. 모리 아리노리는 원래 순수학술지를 지향했지만 자유민권운동에 대한 논설도 종종 실렸고 열광적인 반응을 얻기도 해서 잡지의 입장은 모호했다. 모리 아리노리가 30호에서 시사를 논하는 것은 원래 우리 모임의 주제가 아니다「時の政事に係はりて論するか如きは本来吾社開会の主意に非す」라는 의견을 내놓은 것은 이런 위기감의 발로였다. 하지만 관료로 일하면서 비정치적으로 이런 잡지를 내려는 모리 아리노리의 자세에 무리가 있었다.
또 후쿠자와 유키치는 학자직분론 이후 이런 관민의 차이를 계속 인식해왔다. 정부의 규제가 있는 상태에서 관료 겸 계몽주의자들이 활동을 계속할 수 있는가에 대해 생각했고 잡지의 존속에 대해 다른 이들과 대립했다. 1875년 9월 후쿠자와 유키치와 미츠쿠리 슈헤이는 정간 제안을 했고 니시 아마네나 모리 아리노리, 츠다 마미치 등은 계속 출간하기를 원했다. 하지만 메이로쿠샤 멤버들의 중론은 정간이 우세하여 메이로쿠샤는 정간을 결정했고 모임 이름도 메이로쿠회로 바꾸어 친목 위주로 운영하기 시작했다.
메이로쿠 잡지가 남긴 것
2년 남짓 유지된 잡지였지만 그 유산은 작지 않다. 민선의원 설립, 여성문제, 문자문제 등 후에로 이어질 문제들을 본격적으로 제기한 선구적 매체였다. 연설회 공론화와 학술지 발행이라는 계몽주의 스타일을 만들어내었다.

## 게재 논설 목록

### 1874년
- 第1号	明治7年3月（4月3日）	제1호
  - 西周 : 洋字を以て国語を書するの論		/ 서양글자로 국어를 표기하자 (니시 아마네)
  - 西村茂樹 : 開化の度に因て改文字を発すべきの論		/ 개화의 정도에 따라 문자를 개량해야 한다 (니시무라 시게키)
- 第2号	明治7年?月（4月8日）	제2호
  - 加藤弘之 : 福澤先生の論に答う		/ 후쿠자와 선생의 논의에 답함 (가토 히로유키)
  - 森有礼 : 学者職分論の評		/ 학자직분론에 관하여 (모리 아리노리)
  - 津田真道 : 学者職分論の評		/ 학자직분론에 관하여 (츠다 마미치)
  - 西周 : 非学者職分論		/ 비학자직분론 (니시 아마네)
- 第3号	明治7年?月（?）	제3호
  - 森有礼 : 開化第一話		/ 개화제1화 (모리 아리노리)
  - 西村茂樹 : 陳言一則		/ 진언일칙 (니시무라 시게키)
  - 森有礼 : 民撰議院設立建言書の評		/ 민선의원설립건언서의 평 (모리 아리노리)
  - 杉享二 : 峨国彼得王の遺訓		/ 러시아 표트르 대제의 유훈
  - 津田真道 : 開化を進る方法を論ず		/ 개화를 진전시킬 방법을 논한다 (츠다 마미치)
  - 西周 : 駁旧相公議一題		/ 駁舊相公議一題 (니시 아마네)
- 第4号	明治7年?月（4月2日）	제4호
  - 箕作麟祥 번역 : 人民の自由と土地の気候と互に相関するの論一		/ 인민의 자유와 토지의 기후는 서로 관련이 있다(1) (미츠쿠리 린쇼)
  - 加藤弘之 번역 : ブルンチュリ氏の国法汎論摘訳民撰議院不可立の論		/ 브룬칠리씨의 국법범론 적역(민선의원불가립을 논함) (가토 히로유키)
  - 杉享二 : 仏人シュルリー氏国の衰微に赴く徴候を挙る条目		/ 프랑스 쥴리씨가 나라가 쇠미를 향해가는 징후를 언급한 조목
  - 西周 : 教門論一		/ 교문론(1) (니시아마네)
  - 西周 : 煉火石造の説		/ 煉火石造의 설(니시 아마네)
- 第5号	明治7年?月（4月15日）	제5호
  - 津田真道 : 保護税を非とする説		/ 보호세불가론 (츠다 마미치)
  - 西周 : 教門論二		/ 교문론(2) (니시아마네)
  - 杉享二 : 北亜米利加合衆国の自立		/ 북아메리카 합중국의 자립
  - 箕作麟祥 번역 : 人民の自由と土地の季候と互に相関するの論二		/ 인민의 자유와 토지의 기후는 서로 관련이 있다(2) (미츠쿠리 린쇼)
  - 加藤弘之 번역 : 米国政教一		/ 미국정교(1) (가토 히로유키)
- 第6号	明治7年?月（4月28日）	제6호
  - 津田真道 : 出版自由ならんことを望む論		/ 출판자유를 바라는 의론 (츠다 마미치)
  - 西周 : 教門論三		/ 교문론(3) (니시 아마네)
  - 加藤弘之 번역 : 米国政教二		/ 미국정교(2) (가토 히로유키)
  - 森有礼 번역 : 宗教		/ 종교 (모리 아리노리)
  - 柴田昌吉 번역 : ヒリモア万国公法のうち宗教を論ずる章		/ 필모어 만국공법 속의 종교를 논하는 장
- 第7号	明治7年5月（5月17日）	제7호
  - 森有礼 : 独立国権議		/ 독립국권의 (모리 아리노리)
  - 加藤弘之 : 武官の恭順		/ 무관의 공순 (가토 히로유키)
  - 箕作麟祥 번역 : 開化の進むは政府に因らず人民の衆論に因るの説バックル氏の英国開化史より抄訳		/ 개화를 앞당기는 것은 정부가 아니라 인민의 중론이다 -버클의『영국개화사』에서 발췌역(미츠쿠리 린쇼)
  - 杉享二 : 南北米利堅連邦論		/ 남북 아메리카 연방론
  - 津田真道 : 拷問論一		/ 고문론(1) (츠다 마미치)
  - 清水卯三郎 : 平仮名の説		/ 히라가나설
- 第8号	明治7年5月（5月31日）	제8호
  - 津田真道 : 服章論		/ 복장론 (츠다 마미치)
  - 森有礼 : 妻妾論一		/ 처첩론(1) (모리 아리노리)
  - 箕作秋坪 : 教育談		/ 교육담 (미츠쿠리 슈헤이)
  - 杉享二 : 空商の事を記す		/ 공상의 일을 기록함
  - 西周 : 教門論四		/ 교문론(4) (니시 아마네)
  - 津田真道 : 本は一つにあらさる論		/ 근원은 하나가 아니다 (츠다 마미치)
- 第9号	明治7年6月（6月12日）	제9호
  - 津田真道 : 運送論		/ 운송론 (츠다 마미치)
  - 箕作麟祥 : リボルチーの説		/ 리버티설(1) (미츠쿠리 린쇼)
  - 西周 : 教門論五		/ 교문론(5) (니시 아마네)
  - 津田真道 : 政論一		/ 정론(1) (츠다 마미치)
- 第10号	明治7年6月（6月28日）	제10호
  - 津田真道 : 拷問論二		/ 고문론(2) (츠다 마미치)
  - 杉享二 : 真為政者の説		/ 참된 위정자의 설
  - 中村正直 번역 : 西学一斑		/ 서학일반(1) (나카무라 마사나오)
  - 阪谷素 : 質疑一則		/ 질의일칙(1) (사카타니 시로시)
- 第11号	明治7年6月（7月4日）	제11호
  - 津田真道 : 政論二		/ 정론(2) (츠다 마미치)
  - 森有礼 : 妻妾論二		/ 처첩론(2) (모리 아리노리)
  - 中村正直 번역 : 西学一斑二		/ 서학일반(2) (나카무라 마사나오)
  - 阪谷素 : 質疑一則		/ 질의일칙(2) (사카타니 시로시)
- 第12号	明治7年6月（7月17日）	제12호
  - 西周 : 教門論六		/ 교문론(6) (니시 아마네)
  - 津田真道 : 政論三		/ 정론(3) (츠다 마미치)
  - 中村正直 번역 : 西学一斑三		/ 서학일반(3) (나카무라 마사나오)
- 第13号	明治7年6月（?）	제13호
  - 加藤弘之 번역 : 米国政教三		/ 미국정교(3) (가토 히로유키)
  - 津田真道 : 想像論		/ 상상론 (츠다 마미치)
  - 阪谷素 : 民撰議院を立るには先政体を定むべきの疑問		/ 민선의원을 설립하기에 앞서 우선 정체를 정해야 한다 (사카타니 시로시)
- 第14号	明治7年7月（8月7日）
  - 西周 : 知説一
  - 箕作麟祥 : リボルチーの説二
  - 杉享二 : 貨幣の効能
  - 津田真道 : 天狗説
- 第15号	明治7年8月（9月7日）
  - 森有礼 : 妻妾論三
  - 中村正直 : 西学一斑四
  - 阪谷素 : 租税の権上下公共すべきの説
  - 津田真道 : 政論四
- 第16号	明治7年?月（9月22日）
  - 津田真道 : 政論五
  - 杉享二 : 人間公共の説一
  - 中村正直 : 西学一斑五
  - 西周 : 愛敵論
- 第17号	明治7年9月（9月30日）
  - 神田孝平 : 財政変革の説
  - 津田真道 : 地震の説
  - 西周 : 知説二
- 第18号	明治7年10月（10月25日）
  - 津田真道 : 西洋の開化西行する説
  - 加藤弘之 : 軽国政府
  - 杉享二 : 人間公共の説二
  - 阪谷素 : 火葬の疑
  - 西周 : 情実説
  - 神田孝平 : 国楽を振興すへきの説
- 第19号	明治7年10月（11月4日）
  - 西周 : 秘密説
  - 神田孝平 : 民撰議院の時未た至らさるの論
  - 阪谷素 : 尊異説
  - 杉享二 : 人間公共の説三
- 第20号	明治7年11月（11月29日）
  - 津田真道 : 新聞紙論
  - 森有礼 : 妻妾論四
  - 阪谷素 : 狐説の疑
  - 阪谷素 : 狐説の広義
  - 西周 : 知説三
- 第21号	明治7年11月（12月14日）
  - 福澤諭吉 : 征台和議の演説
  - 津田真道 : 三聖論
  - 杉享二 : 人間公共の説四
  - 阪谷素 : 女飾の疑
- 第22号	明治7年12月（12月19日）
  - 西周 : 知説四
  - 津田真道 : 夫婦有別論
  - 阪谷素 : 政教の疑一
  - 清水卯三郎 : 化学改革の大略
  - 神田孝平 : 紙幣引換懇願録貨幣四録一
- 第23号	明治7年12月（?）
  - 西周 : 内地旅行
  - 神田孝平 : 正金外出嘆息録貨幣四録二
  - 中村正直 번역 : 西学一斑六
- 第24号	明治7年12月（?）
  - 津田真道 : 内地旅行論
  - 杉享二 : 貿易改正論
- 第25号	明治7年12月（?）
  - 西周 : 知説五
  - 阪谷素 : 政教の疑二
  - 津田真道 : 怪説

### 1875년
- 第26号	明治8年1月（?）
  - 福澤諭吉 : 内地旅行西先生の説を駁す
  - 津田真道 : 貿易権衡論
  - 神田孝平 : 紙幣成行妄想録貨幣四録三
- 第27号	明治8年2月（2月13日）
  - 森有礼 : 妻妾論五
  - 阪谷素 : 民撰議院変則論一
- 第28号	明治8年2月（2月19日）
  - 阪谷素 : 民撰議院変則論二
  - 西村茂樹 : 政体三種説一
  - 西村茂樹 : 政体三種説二
- 第29号	明治8年2月（2月26日）
  - 西周 : 網羅議院の説
  - 西村茂樹 : 自由交易論
  - 柏原孝章 : 教門論疑問一
- 第30号	明治8年2月（3月8日）
  - 森有礼 : 明六社第一年回役員改選に付演説
  - 津田真道 : 人材論
  - 柏原孝章 : 教門論疑問二
  - 中村正直 : 人民の性質を改造する説
- 第31号	明治8年3月（3月15日）
  - 加藤弘之 : 夫婦同権の流弊論一
  - 加藤弘之 : 夫婦同権の流弊論二
  - 西村茂樹 : 修身治国非二途論
  - 柏原孝章 : 教門論疑問三
  - 福澤諭吉 : 男女同数論
- 第32号	明治8年3月（3月25日）
  - 西周 : 国民気風論
  - 阪谷素 : 妾説の疑
- 第33号	明治8年3月（4月6日）
  - 中村正直 : 善良なる母を造る説
  - 西村茂樹 : 賊説
  - 柏原孝章 : 日曜日の説
  - 神田孝平 : 貨幣病根療治録貨幣四録四
- 第34号	明治8年4月（4月25日?）
  - 杉享二 : 想像鎖国説
  - 神田孝平 : 貨幣四録附言
  - 津田真道 : 情欲論
- 第35号	明治8年4月（5月14日）
  - 中村正直 : 支那不可侮論
  - 阪谷素 : 天降説一
  - 津田真道 : 夫婦同権弁
- 第36号	明治8年5月（5月20日）
  - 阪谷素 : 天降説の続き
  - 西村茂樹 : 西語十二解一
- 第37号	明治8年5月（6月7日）
  - 西村茂樹 : 自主自由解西語十二解二
  - 中村正直 : 賞罰毀誉論
  - 神田孝平 : 鉄山を開くへきの議
- 第38号	明治8年6月（6月14日）
  - 西周 : 人生三宝説一
  - 阪谷素 : 転換蝶鉸説
- 第39号	明治8年6月（6月25日）
  - 西周 : 人生三宝説二
  - 西村茂樹 : 政府与人民異利害論
  - 中村正直 : 西学一斑七
- 第40号	明治8年8月（9月5日）
  - 西周 : 人生三宝説三
  - 阪谷素 : 養精神一説
- 第41号	明治8年8月（9月5日）
  - 津田真道 : 死刑論
  - 津田仙 : 禾花媒助法之説
  - 阪谷素 : 養精神一説二
- 第42号	明治8年10月（10月10日、16日）
  - 西村茂樹 : 権理解 西語十二解三
  - 西周 : 人生三宝説四
  - 津田真道 : 廃娼論
- 第43号	明治8年11月（11月14日）
  - 西村茂樹 : 転換説
  - 阪谷素 : 尊皇攘夷説

## 참고 문헌
- 秋山勇造 (2003년 9월 30일). “『明六雑誌』の発行と廃刊について”. 《人文研究》 (神奈川大学人文学会) (150): 199-208. ISSN 0287-7074.
- 石井研堂 (1996년 1월) [1944]. 《明治事物起原》 上・下 増補改訂판. 春陽堂書店(出版) 国書刊行会(発売). ISBN 4-394-90148-0. - 春陽堂(1944年)の複製。
  - 石井研堂 (1997). 《明治事物起原》. ちくま学芸文庫 全8巻. 筑摩書房.ISBN 4-480-08361-8 ISBN 4-480-08362-6 ISBN 4-480-08363-4 ISBN 4-480-08364-2 ISBN 4-480-08365-0 ISBN 4-480-08366-9 ISBN 4-480-08367-7 ISBN 4-480-08368-5
- 井上馨 (1978년 12월 24일). “明六雑誌における民選議院論争と婦権論争について（一般教育編）”. 《中村学園研究紀要》 (中村学園大学) (11): 19-26. ISSN 0288-7312.
- 植手通有 (1974년 3월 15일). 《日本近代思想の形成》. 岩波書店. ISBN 4-00-001597-4. 2016년 3월 5일에 원본 문서에서 보존된 문서. 2019년 6월 13일에 확인함.
- 大久保利謙 (1976). 《明六社》. 立体社.
  - 大久保利謙 (2007년 10월 10일). 《明六社》. 講談社学術文庫. 講談社. ISBN 4-06-159843-0.
- 神奈川大学人文学研究所 編, 편집. (2004년 3월). 《『明六雑誌』とその周辺　西洋文化の受容・思想と言語》. 人文学研究叢書 20. 御茶の水書房. ISBN 4-275-00325-X.
- 鹿野政直 (1999년 5월 17일). 《近代日本思想案内》. 岩波文庫別冊 14. 岩波書店. ISBN 4-00-350018-0. 2016년 3월 4일에 원본 문서에서 보존된 문서. 2019년 6월 13일에 확인함.
- 沈国威 (1994년 3월). 《近代日中語彙交流史　新漢語の生成と受容》. 笠間叢書 271. 笠間書院. ISBN 4-305-10271-4.
  - 沈国威 (2008년 8월 20일). 《近代日中語彙交流史　新漢語の生成と受容》 改訂新版판. 笠間書院. ISBN 978-4-305-70388-0.
- 戸沢行夫 (1991년 4월). 《明六社の人びと》. 築地書館. ISBN 4-8067-5690-3.
- 永峰重敏 (1997년 6월). 〈読書空間の近代　明治の公共空間と音読規制〉. 《雑誌と読者の近代》. 日本エディタースクール出版. ISBN 4-88888-261-4.
  - 永峰重敏 (2004년 6월). 〈読書空間の近代　明治の公共空間と音読規制〉. 《雑誌と読者の近代》. 日本エディタースクール出版. ISBN 4-88888-803-5. - 永峰 (1997)を原本としたオンデマンド版。
- 馮天瑜 (2004년 10월). 《新語探源　中西日文化互動与近代漢字述語生成》. 中華文史新刊 (중국어). 北京: 中華書局. ISBN 7-101-04274-0.
- 松本三之介 (1974). 《近代日本の知的状況》. 中公叢書. 中央公論社. ISBN 978-4-12-000396-7.
- 《明六雑誌》. 岩波文庫 上巻. 山室信一・中野目徹校注. 岩波書店. 1999년 5월 17일. ISBN 4-00-331301-1. 2016년 3월 5일에 원본 문서에서 보존된 문서. 2019년 6월 13일에 확인함.
- 《明六雑誌》. 岩波文庫 中巻. 山室信一・中野目徹校注. 岩波書店. 2008년 6월 17일. ISBN 4-00-331302-X. 2016년 3월 5일에 원본 문서에서 보존된 문서. 2019년 6월 13일에 확인함.
- 《明六雑誌》. 岩波文庫 下巻. 山室信一・中野目徹校注. 岩波書店. 2009년 8월 18일. ISBN 4-00-331303-8. 2016년 3월 5일에 원본 문서에서 보존된 문서. 2019년 6월 13일에 확인함.
- 明治文化研究会 編輯, 편집. (1968) [1955]. 《明治文化全集》. 第5巻（雑誌編） 第3版판. 日本評論社.
  - 明治文化研究会 編輯, 편집. (1992년 10월). 《明治文化全集》. 第19巻（雑誌編） 第3版の復刻版판. 日本評論社. ISBN 4-535-04259-4.
  - 明治文化研究会 編輯, 편집. (1998). 《明治文化全集》. 第5巻（雑誌編）. 大空社.

『明六雑誌』全てを所収。1998年に大空社より復刻し、この版には『明六雑誌語彙総索引』が付せられている。ただし本項の初稿作成にあたり大空社版は未参照。